# Spondylus crassisquama
Espèce
Spondylus crassisquama (Lamarck, 1819) (syn. Spondylus princeps, Broderip, 1833) est une espèce de mollusque bivalve du genre des spondyles, présent dans les eaux côtières tropicales de l'est du Pacifique, de la Basse-Californie (Mexique) au nord, jusqu'à l'extrême nord du Pérou au sud. Son habitat se situe à faible profondeur (jusqu'à 30m), où il se fixe sur des roches, des coraux, ou parfois d'autres coquillages, mais il peut également vivre sans ancrage fixe dans des fonds boueux ou sableux, ce qui est par exemple le cas dans les eaux de la province d'Esmeraldas, en Équateur.
Sur les côtes de l'Équateur, la surpêche a amené l'espèce au bord de l'extinction, et une interdiction complète de la pêche de ce coquillage dans le pays a été décidée en octobre 2009. 